# Баннут, Мохаммед Али
Мохаммед Али Баннут (араб. محمد علي بنوت‎; род. 17 декабря 1976, Бейрут) — ливанский профессиональный культурист. Племянник победителя турнира «Мистер Олимпия» Самира Баннута.

## Достижения
- 2002, победа на турнире «Герой героев Ливана»
- 2003, победа на турнире «Герой героев Ливана»
- 2004, победа на турнире «Герой героев Ливана»
- 2005, победа на турнире «Герой героев Ливана»
- 2005, занял пятое место на чемпионате арабских стран по культуризму (в Иордании)
- 2006, победа на чемпионате арабских стран по культуризму (в Иордании)
- 2007, занял третье место в полутяжелом весе на чемпионате мира по культуризму среди любителей по версии международной федерации культуризма и фитнеса ИФББ (IFBB World Amateur Bodybuilding Championships)
- 2009, занял седьмое место на турнире Ironman Pro Invitational по версии ИФББ
- 2010, занял десятое место на турнире Phoenix Pro Open по версии ИФББ